# Keltonia balli
Keltonia balli är en insektsart som först beskrevs av Knight 1926.  Keltonia balli ingår i släktet Keltonia och familjen ängsskinnbaggar. Inga underarter finns listade i Catalogue of Life.